# 沂涛镇
沂涛镇，是中华人民共和国江苏省宿迁市沭阳县下辖的一个乡镇级行政单位。

## 行政区划
沂涛镇下辖以下地区：
太平社区、秦圩村、赵涧村、三杰村、二圩村、崔庄村、谢庄村、东王庙村、沈集村、大王庄村、常荡村、兴陶村、新沟村、古屯村、魏湾村、王团庄村、屋基村、王魏庄村、陶庄村、金葛楼村和红旗村。